# 植木まり子
植木 まり子（うえき まりこ、1950年1月27日 - ）は日本の元女優。本名、植木 マリ子（読み同じ）。
東京都出身。出生地は群馬県沼田市。中央大学文学部卒業。西岡昭事務所に所属していた。

## 人物
4歳の時に劇団若草に入団。その後劇団こまどりに移籍して、子役として活動。
1970年に劇団を退団してフリーとなり、NHK『おかあさんといっしょ』の1コーナー「これなあに?」で司会を担当する。当時の紹介記事では「いつも子供と一緒にいるので楽しい」と述べている。
1972年にNHKドラマ『霧の旗』で正式デビュー。以来、1974年のポーラテレビ小説『やっちゃば育ち』（TBS）などのテレビドラマに出演。『やっちゃば育ち』では、当初はシリーズ途中で難産のために死亡する設定であったが、演技が認められてシリーズ終了まで出演することになった。
以後は、『モーニングショー』、クイズ番組などにも出演。
1983年の昼ドラ『爛熟時代』（中部日本放送）では、小学生の息子の成績ばかりを気にする母親役で出演。役作りのために小学校のPTAの会合に出席している。
1983年のインタビュー記事では「真面目な役柄が多いですが、人畜無害で気持ち悪くなることもあります。悪女なども演じてみたいときもあります」と述べている。
趣味は、化石収集。
2012年から映像コンテンツ権利処理機構に連絡のとれない権利者として掲載されている。

## 出演

### テレビドラマ
- 家族かるた（1955年、NHK）
- 駅まで6分（1957年、NHK）
- 緑に匂う花（1957年、NHK）
- あさって屋さん（1957年、NHK）
- たんぽぽ小僧（1958年、NHK） - 横田美紗子
- 千羽鶴の子ら（1958年、NHK）
- ちゃん（1959年、NHK）
- ここに人あり（1959年、NHK）
- 紫陽花（1959年、NET）
- 眉月の誓い（1962年、NHK）
- NHK劇場 がんばれ!三郎（1963年、NHK） - 安子
- あなたお先に（1964年、TBS） - あつ子
- 中学生の時間 ある中学生（1964年、NHK教育）
- とんママと小学さん（1965年、NHK）
- 一心太助 第24話「あべこべ物語」（1972年、CX） - 芸者
- この愛に生きて（1972年、TX）
- 霧の旗（1972年、NHK） - 柳田桐子
- 恋ちりめん（1973年、NTV） - 薫
- ポーラテレビ小説 / やっちゃば育ち（1974年、TBS） - 久江
- 刑事くん 第3部 第11話「天使のいるところ」（1975年、TBS） - 三富綾子
- 大河ドラマ（NHK）
  - 国盗り物語   (1973年)    - 小宰相
  - 元禄太平記（1975年） - 縫
  - 風と雲と虹と（1976年） - 侍女
  - 春日局（1989年） - つね
- 江戸を斬るII（1976年、TBS）
- 伝七捕物帳（1976年、NTV）
  - 第95話「人情むらさきのれん」 - おみや
  - 第123話「悪い奴らは地獄行き」 - お光
- 同心部屋御用帳 江戸の旋風（第3シリーズ）　第14話「罠には罠を!」（1977年、CX）
- ライオン奥様劇場（CX）
  - 母さんのしあわせ（1978年）
  - おれは亭主だII（1983年）
- 特捜最前線 第73話「蝶が舞う殺人現場!」（1978年、ANB）
- 西遊記 第23話「女人国・八戒が妊娠!?」（1979年、NTV）- 緑麗（りょくれい）
- 俺はあばれはっちゃく（1980年、ANB）
- 娘と私の時間（1980年、CX）
- 火曜サスペンス劇場（NTV）
  - 消えたタンカー（1981年）
  - バカンスは死の匂い（1982年）
  - 松本清張の坂道の家（1983年）
- 太陽にほえろ! 第483話「落し穴」（1981年、NTV） - 中原慶子
- 爛熟時代（1983年、CBC）
- 水戸黄門（TBS / C.A.L）
  - 第14部 第28話「悪乗り八兵衛若旦那 -長浜-」（1984年） - おりえ
  - 第15部 第26話「黄門様の婿入り志願 -敦賀-」（1985年） - お秋
- 土曜ワイド劇場（ANB）
  - 殺人現場から消えた女（1988年） - 野末久子
  - 仙台・松島湾島めぐりツアー殺人事件（1989年）
  - 喪服を着た花嫁　東京－長野－岐阜恵那峡殺意の5日間　通夜に消えた謎の女?（1990年）
- 東芝日曜劇場 第1704話「似た男」（1989年、CBC）
- 花も実もある（1990年、NHK）
- 旅情サスペンス 岩手めんこい偽風景（1991年、KTV）

### その他のテレビ番組
- パノラマ劇場（1960年、NHK）
- おかあさんといっしょ （NHK）
  - これは……です（1969年 - 1971年）
  - これなあに（1971年 - 1972年）
- びっくりばこドン（NHK教育テレビ）
- 住まいの110番（静岡朝日テレビ）[3]
- ねっとわぁく静岡（静岡朝日テレビ）- 静岡県の広報番組[3]。